# Figurer i Gurli Gris
Gurli Gris (originaltitel Peppa Pig) er en tegnefilms tv-serie for børn. Serien startede i 2004.
Karaktererne i serien er listet på denne side.

## Grise
- Gurli Gris – Seriens hovedkarakter. Hun er 4 år gammel. Gurli elsker at hoppe op og ned i mudderpøle, lege med sin bamse Teddy, være i legegruppe, spille 'Glade frøken Kylling' på computeren og klæde sig ud. Hun har ofte en rød kjole på og sorte sko. Når hun hopper i mudderpøle, har hun sine gyldne/gule gummistøvler på. Hendes bedste ven er Frida Får / Freja Får. Gurli er en del af Frøken Gazelles legegruppe.
- Gustav Gris – Gustav er Gurlis lillebror. Han er 2 år gammel. Han ses ofte bærende rundt på sin grønne dinosaurus, Hr. Dinosaurus. Han har en blå trøje på og sorte sko.
- Far Gris – Far Gris arbejder på et kontor som bygningsingeniør og betontekniker. Far Gris er bange for højder. Han har en grøn trøje på og bruger briller.
- Mor Gris – Mor Gris arbejder arbejder hjemmefra, hvor hun skriver på computeren. Hun er også frivillig brandmand. Hun har en orange kjole på.
- Bedstefar Gris – Far til Mor Gris. Han elsker at sejle og at arbejde i haven. Bedstefar Gris ejer et miniature-lokomotiv, som han kalder for Gertrud. Han har ofte en hvid sejlerhat på med et anker og en lyslilla trøje.
- Bedstemor Gris – Mor til Mor Gris. Bedstemor Gris har en hønsegård med 3 høns og 1 hane. Bedstemor Gris er med i en teklub sammen med Bedstemor Ulv, Frøken Gazelle og Bedstemor Hund, hvor de klæder sig og lader som om, at de lever i en anden tidsalder (f.eks. som hulemænd, vikinger og romere). Hun har normalvis en lyserød kjole på og en stor hvid hat.
- Onkel Gris – Bror til Far Gris. Gift med Tante Gris og far til Klara og Alexander.
- Tante Gris – Gift med Onkel Gris. Gift med Onkel Gris og far til Klara og Alexander.
- Kusine Klara – Gurli og Gustavs store kusine. Hun er 8 år gammel.
- Baby Alexander – Kusine Klaras lillebror. Baby Alexander kan kun falde i søvn, hvis det larmer omkring ham. Hans første ord var 'mudder', som Gurli lærte ham at sige.

## Kaniner
- Karina Kanin – Storesøster til Kalle og tvillingerne Kasper og Kamille. Hun elsker gulerødder, og hendes krammedyr er også en gulerod. Karina er en del af Frøken Gazelles legegruppe.
- Kalle Kanin – Gustavs bedste ven. Han har en legetøjsdinosaurus, som i nogle afsnit er lilla og i andre afsnit er rød.
- Kasper Kanin & Kamille Kanin (tvillinger)
- Mor Kanin / Fru Kanin – Gift med Hr. Kanin og mor til Karina, Kalle, Kasper og Kamille.
- Far Kanin / Hr. Kanin – Gift med Fru Kanin og far til Karina, Kalle, Kasper og Kamille. Han arbejder på samme kontor som Far Gris og Mor Kat.
- Frøken Kanin – Søster til Fru Kanin og moster til Karina, Kalle, Kasper og Kamille. Frøken Kanin besidder mange forskellige jobs på samme tid, heriblandt buschauffør, kassedame i et supermarked, is-sælger, helikopterpilot, sygeplejerske og bibliotekar m.m..
- Bedstefar Kanin – Far til Fru Kanin og Frøken Kanin. Bedstefar til Karina, Kalle, Kasper og Kamille. Han arbejder på et bådeværft og kan altid bygge noget nyt ud af gamle rustne dele, som han finder. Han har bl.a. selv bygget en ubåd og en rumraket. Han kan spille banjo og råbe utroligt højt.

## Får
- Frida Får / Freja Får – Gurlis bedste ven. Frida/Freja drømmer om at blive sygeplejerske og klæder sig ofte ud i sit sygeplejerske-kostume. Hun har en usynlig ven ved navn Leo. Hun har en pink kjole på og sorte sko. Hendes krammedyr er en ugle. Hun er en del af Frøken Gazelles legegruppe.
- Mor Får – Mor til Frida Får / Freja Får. Hun er Mor Gris' bedste ven.

## Katte
- Karen Kat – Er bedste venner med Emilie Elefant. Karens krammedyr er en tiger. Hun er en del af Frøken Gazelles legegruppe.
- Mor Kat / Fru Kat – Gift med Hr. Kat og mor til Karen. Mor Kat arbejder som grafisk designer på samme kontor som Far Gris og Hr. Kanin.
- Far Kat / Hr. Kat – Gift med Fru Kat og far til Karen. Hr. Kat arbejder på et krydstogtskib.

## Hunde
- Herluf Hund – Herluf drømmer om at blive en pirat, når han bliver stor. Han er en del af Frøken Gazelles legegruppe.
- Mor Hund / Fru Hund – Gift med Far Hund og mor til Herluf.
- Far Hund / Kaptajn Hund – Gift med Mor Hund og far til Herluf. Han har sejlet jorden rundt og savner ofte at komme ud på havet igen.
- Bedstefar Hund – Gift med Bedstemor Hund og far til Kaptajn Hund. Han er mekaniker og er god til at reparere biler. Han er bedste ven med Bedstefar Gris, selvom de ofte er uenige om, hvem der har den bedste båd.
- Bedstemor Hund – Gift med Bedstefar Hund og mor til Kaptajn Hund. Hun er medlem i Bedstemor Gris' teklub.
- Fru Corgi – Er fuglespotter og spiller golf sammen med Hr. Hingst.
- Hr. Labrador – Sælger is fra sin isbil.

## Pony
- Pedro Pony – Pedro elsker at sove og kommer derfor ofte for sent. Han bærer briller, en gul trøje og sorte sko. Han er en del af Frøken Gazelles legegruppe. Pedros bedste ven er Herluf Hund. Pedro har en vandrende pind som kæledyr.

## Zebra
- Zara Zebra – Storesøster til tvillingerne Zuzu og Zaza. Zaras krammedyr er en abe. Hun er en del af Frøken Gazelles legegruppe.
- Zuzu Zebra & Zaza Zebra (tvillinger)
- Mor Zebra / Fru Zebra – Gift med Hr. Zebra og mor til Zara, Zuzu og Zaza. Laver keramik i sin fritid.
- Far Zebra / Postbuddet Hr. Zebra – Gift med Hr. Zebra og mor til Zara, Zuzu og Zaza. Han arbejder som postbud og kan spille klaver.

## Elefanter
- Emilie Elefant – Er bedste venner med Karen Kat. Emilies krammedyr er en mus. Hun er en del af Frøken Gazelles legegruppe.
- Emil Elefant – 2 år gammel. Emil er meget intelligent og bliver kaldt for lidt af en Kloge Åge.
- Far Elefant / Dr. Elefant – Gift med Fru Elefant og far til Emilie og Emil. Arbejder som tandlæge.
- Mor Elefant / Fru Elefant – Gift med Hr. Elefant og mor til Emilie og Emil.

## Ræve
- Rasmus Ræv – Rasmus Ræv vil gerne være politibetjent, når han bliver stor. Han har en god lugtesans og kan nemt finde sine venner, når de leger gemmeleg. Han er en del af Frøken Gazelles legegruppe.
- Far Ræv / Hr. Ræv – Gift med Fru Ræv og far til Rasmus. Han ejer en butik og en varevogn, hvorfra han sælger stort set alt af nyttige og ubrugelige ting.
- Mor Ræv / Fru Ræv – Gift med Hr. Ræv og mor til Rasmus. Hun arbejder som sygeplejerske.

## Kænguruer
- Kimmie Kænguru – Kimmie er venner med Gurli. Kimmie kan hoppe højere end nogen anden af Gurlis venner.
- Kenneth Kænguru – Kimmies lillebror. Han bliver altid nede i Mor Kængurus pung og er cirka på alder med Baby Alexander. Han har en legetøjskrokodille.
- Mor Kænguru / Fru Kænguru – Gift med Hr. Kænguru og mor til Kimmie og Kenneth. Hun arbejder som marinebiolog og dykker ned i havet i en ubåd som en af sit job.
- Far Kænguru / Hr. Kænguru – Gift med Fru Kænguru og far til Kimmie og Kenneth. Han elsker at grille majskolber og surfe med sin familie.

## Ulve
- Ulla Ulv – Ulla er en del af Frøken Gazelles legegruppe. Ulla har en unavngiven lillebror på alder med Gustav.
- Mor Ulv/Fru Ulv – Gift med Hr. Ulv og mor til Ulla og hendes lillebror
- Far Ulv/Hr. Ulv – Gift med Fru Ulv og far til Ulla og hendes lillebror.
- Bedstemor Ulv – Arbejder på en spa-salon i et storcenter. Hun er også med i Bedstemor Gris' teklub.

## Geder
- Gabrielle Ged – Gurlis ven, som hun møder på en ferie i Italien.

## Giraffer
- Georg Giraf – Han er en del af Frøken Gazelles legegruppe.
- Mor Giraf / Fru Giraf – Gift med Hr. Giraf og mor til Georg.
- Far Giraf / Hr. Giraf – Gift med Fru Giraf og far til Georg. Han arbejder som dyrepasser og er ansvarlig for sommerfuglene i Zoo. Han er den højeste karakter i serien.

## Muldvarpe
- Molly Muldvarp – Molly bruger briller, fordi hendes syn ikke er så godt. Hun er god til at grave. Molly er en del af Frøken Gazelles legegruppe.
- Mor Muldvarp / Fru Muldvarp – Gift med Hr. Muldvarp og mor til Molly.
- Far Muldvarp / Hr. Muldvarp – Gift med Fru Muldvarp og far til Molly.

## Bjørne
- Doktor Brunbjørn – Doktor Brunbjørn er læge og far til Bolette Bjørn.
- Bolette Bjørn – Venner med Kusine Klara og Eddy Egern. Står på skateboard og er DJ ved skøjtedisko.
- Ida Isbjørn – Ida er en del af Frøken Gazelles legegruppe. Hun har 2 mødre.
- Mor Isbjørn – Gift med Doktor Isbjørn og mor til Ida Isbjørn. Mor Isbjørn og Doktor Isbjørn er det eneste forældrepar i serien af samme køn.
- Doktor Isbjørn – Gift med Mor Isbjørn og mor til Isbjørn. Doktor Isbjørn er læge og arbejder sammen med Doktor Brunbjørn.

## Æsler
- Esther Æsel – Gurlis penneven fra Frankrig.

## Pandaer
- Petra & Pandora Panda – Petra og Pandora er enæggede tvillinger. De elsker puslespil og at løse gåder. De er en del af Frøken Gazelles legegruppe.
- Politibetjent Panda – Gift med Fru Panda og far til Petra og Pandora. Han elsker at spise dognuts og arbejder sammen med Politibetjent Egern.
- Mor Panda / Fru Panda – Gift med Hr. Panda og mor til Petra og Pandora.

## Egern
- Eddy Egern – Venner med Kusine Klara og Bolette Bjørn. Står på skateboard og er DJ ved skøjte-disko.
- Politibetjent Egern – Mor til Eddy Egern. Hun arbejder sammen med Politibetjent Panda.

## Mus
- Majken Mus – Majken Mus sidder i kørestol, men det stopper hende ikke fra at være med til at lege. Hun er en del af Frøken Gazelles legegruppe.
- Mor Mus / Fru Mus – Mor til Majken Mus.

## Lamaer
- Lotte Lama – Lotte Lama kan snakke tysk, fordi hendes mor kommer fra Tyskland. Hun er på besøg i Frøken Gazelles legegruppe.
- Mama Lama – Mor til Lotte Lama. Kommer oprindeligt fra Tyskland.

## Gazeller
- Madame Gazelle – Madame Gazelle er lærer i Gurlis legegruppe. Hun har en fransk accent. Hun har spillet guitar i rockbandet 'De rockende gazeller'. Madame Gazelle har undervist Gurlis forældre, da de var små.

## Næsehorn
- Noa Næsehorn – Gurlis ven, som hun møder på en ferie på et krydstogtskib.
- Hr. Næsehorn – Far til Noa Næsehorn.

## Køer
- Hr. Tyr – Gift med Fru Ko. Han arbejder som vejarbejder og bygningsarbejder.
- Fru Ko – Gift med Hr. Tyr.

## Andre karakterer
- Hr. Kartoffel – Hr. Kartoffel er Gurlis yndlingskarakter i fjernsynet. Det er uvist, om han er en rigtig kartoffel eller om det er et kostume. Han opfordrer børnene til at motionere og spise sundt.
- Superkartoflen – Det er uvist, om Superkartoflen er en rigtig kartoffel eller om det er et kostume. Superkartoflen ligner Hr. Kartoffel iført en superheltekappe og underbukser. Superkartoflen kan flyve og synger ofte sangen "Frugt og grøntsager bor i dit hjem. Husk altid på, du skal spise fem", som en henvisning til, at man skal spise 5 frugter og/eller grøntsager i løbet af dagen for at holde sig sund.
- Fru Gulerod
- Doktor Hamster – Doktor Hamster er dyrlæge.
- Hr. Løve
- Fru Krokodille
- Hr. Hingst
- Kaptajn Odder – Hun er kaptajn på krydstogtskibet i afsnittet 'Krydstogtferien'.
- Dronningen
- Julemanden

## Kæledyr og andre dyr
- Guldfisken Gudrun – Gurli Gris' guldfisk
- Papegøjen Polly – Polly er Bedstemor Gris og Bedstefar Gris' papegøje.
- Skildpadden Sigurd – Doktor Hamsters skildpadde
- Guldfisken Røde – Frk. Kanin har en guldfisk i gavebutikken til Akvariet.
- Fru And – Fru And er en and, som bor i en lille sø tæt ved Gurlis hus.
- Brian og Bimmer - Madame Gazelles marsvin
- Søren - Pedro Ponys vandrende pind
- Emil Elefant har en gekko